# Тейлор, Лэйни
Лэйни Тейлор (англ. Laini Taylor; р. 1971) — американская писательница подросткового фэнтези. Наиболее известна своей серией книг «Дочь дыма и костей».

## Биография
Лэйни Тейлор родилась 11 декабря 1971 года в Чико, штат Калифорния, США. У неё есть старший брат Алекс и младшая сестра Эмили. Тейлор окончила Калифорнийский университет в Беркли со степенью по английскому языку. Она всегда хотела быть писателем, но закончила свою первую книгу в 35 лет.
В 2004 году она написала графический роман для издательства комиксов Image Comics, иллюстировал роман её муж Джим Ди Бартоло.
Её первый роман «Тьму приносящий» (англ. Dreamdark: Blackbringer) вышел в 2007 году. Его продолжение «Шёлковый певец» (англ. Dreamdark: Silksinger), вышедшее в 2009 году, получило премию «Cybil».
В 2011 году вышла первая книга наиболее знаменитой подростковой фэнтезийной серии Тейлор — «Дочь дыма и костей» (англ. Daughter of Smoke and Bone). Роман попал в список лучших книг для подростков 2011 года по версии Amazon. Продолжение серии «Дни крови и света» (англ. Days of Blood and Starlight) попало в аналогичный список 2012 года.
Тейлор живёт в Портленде, штат Орегон, с мужем и дочерью Клементиной.

### Дочь дыма и костей
- 2011 — «Дочь дыма и костей» (англ. Daughter of Smoke and Bone)
- 2012 — «Дни крови и света» (англ. Days of Blood and Starlight)
- 2013 — «Вечер тортика и марионеток» (англ. Night of Cake and Puppets) — новелла
- 2014 — «Сны богов и монстров» (англ. Dreams of Gods and Monsters)

### Феи Тёмных Грёз
- 2007 — «Тьму приносящий» (англ. Dreamdark: Blackbringer)
- 2009 — «Шёлковый певец» (англ. Dreamdark: Silksinger)

### Стрэндж-мечтатель
- 2017 — «Стрэндж-мечтатель» (англ. Strange the Dreamer)
- 2018 — «Муза кошмаров» (англ. The Muse of Nightmares)

### Рассказы
- 2000 — «Свадьба в Эсперансе» (англ. The Wedding at Esperanza) в составе сборника «Лучшее фэнтези и ужасы года: тринадцатый ежегодный сборник» (англ. The Year's Best Fantasy and Horror: Thirteenth Annual Collection)
- 2009 — «Прикосновение губ: трижды» (англ. Lips Touch: Three Times) — сборник из трёх рассказов, иллюстратор Джим Ди Бартоло
- 2010 — Рассказ в составе сборника «Сломанные сказки» (англ. Fractured Fables)
- 2012 — «Господа посылают фантомов» (англ. Gentlemen send phantoms) в составе сборника «Предсказано: 14 историй о пророчествах и предсказаниях» (англ. Foretold: 14 Tales of Prophecy and Prediction)
- 2014 — «Девушка, пробудившая Мечтателя» (англ. The Girl Who Woke the Dreamer) в составе сборника «12 историй о настоящей любви» (англ. My True Love Gave to Me: Twelve Holiday Stories)

### Графические романы
- 2004 — «Утопленницы» (англ. The Drowned), иллюстратор Джим Ди Бартоло

## Экранизация
В декабре 2011 года компания Universal Studios получила права на экранизацию романа «Дочь дыма и костей». В роли продюсера выступит Джо Рот.